# Asklipieíon
Asklipieíon är en fornlämning i Grekland. Den är belägen i prefekturen Nomós Dodekanísou och regionen Sydegeiska öarna, i den sydöstra delen av landet, 300 km öster om huvudstaden Aten. Asklipieíon ligger 85 meter över havet. Den ligger på ön Kos.
Terrängen runt Asklipieíon är kuperad åt sydost, men åt nordväst är den platt. Havet är nära Asklipieíon norrut.  Närmaste större samhälle är Kos, 3,6 km nordost om Asklipieíon. Trakten runt Asklipieíon består till största delen av jordbruksmark.
Klimatet i området är tempererat. Årsmedeltemperaturen i trakten är 19 °C. Den varmaste månaden är juli, då medeltemperaturen är 30 °C, och den kallaste är februari, med 10 °C. Genomsnittlig årsnederbörd är 945 millimeter. Den regnigaste månaden är december, med i genomsnitt 229 mm nederbörd, och den torraste är juli, med 1 mm nederbörd.